# Alliance Laundry Systems
Alliance Laundry Systems LLC ist ein Anbieter von gewerblichen Wäschesystemen. Das Unternehmen entwickelt, produziert und vertreibt eine Reihe von gewerblichen Wäschereimaschinen unter verschiedenen Marken in über 100 Ländern. Zu den Produkten des Unternehmens gehören Waschmaschinen, Trockner und Bügelmaschinen für die Münzwäsche, Mehrfamilienwaschanlagen, institutionelle Wäschereien und Wäschereien für Privatwohnungen. Alliance Laundry Systems produziert Produkte unter den Marken Speed Queen, Cissell, Huebsch, IPSO und UniMac. Das Unternehmen wurde 1908 gegründet und hat seinen Sitz in Ripon, Wisconsin.

## Geschichte
Das Unternehmen begann Anfang des 20. Jahrhunderts mit der Markteinführung einer handgeführten Waschmaschine. Die Marke Speed Queen mit der Einführung von Waschbecken aus Edelstahl im Jahr 1938 und automatischen Waschmaschinen und Trocknern im Jahr 1952.
Alliance wurde 1979 von der Raytheon Corporation übernommen. Im Februar 1998 vereinbarte die Private-Equity-Gesellschaft Bain Capital den Erwerb des gewerblichen Wäschegeschäfts von Raytheon für 358 Millionen US-Dollar.
Im Januar 2005 erwarb Teachers’ Private Capital, die Private-Equity-Tochtergesellschaft des Ontario Teachers’ Pension Plan, die Mehrheit der Kapitalanteile von Alliance Laundry für 450 Millionen US-Dollar.
Im Jahr 2009 wurde die Alliance Laundry Systems University (ALSU) als Corporate University gegründet, die autorisierten Händlern, Wäschereibetreibern und Kunden online zur Verfügung steht.
Im März 2014 erwarb Alliance Laundry Systems das belgische Unternehmen Primus Laundry Equipment für ca. 259,4 Millionen US-Dollar.
Im April 2015 wurde berichtet, dass der Ontario Teachers’ Pension Plan den Verkauf von Alliance Laundry Systems oder einen Börsengang plane und das Unternehmen mit 1,8 Milliarden US-Dollar bewerte. Im Laufe des Jahres 2015 wurde eine Mehrheitsbeteiligung an BDT Capital Partners verkauft.